# Proszowice
Proszowice is een stad in het Poolse woiwodschap Klein-Polen, gelegen in de powiat Proszowicki. De oppervlakte bedraagt 7,21 km², het inwonertal 6206 (2005).

## Verkeer en vervoer

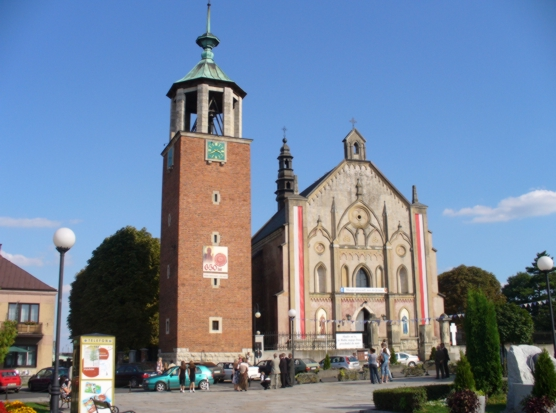
Proszowice

- Station Proszowice